# Toktu
 (octobre 2014).
Si vous disposez d'ouvrages ou d'articles de référence ou si vous connaissez des sites web de qualité traitant du thème abordé ici, merci de compléter l'article en donnant les références utiles à sa vérifiabilité et en les liant à la section « Notes et références ».
Toktu (†767) fut le khan des Bulgares de 766 à 767.
Parent d'Umor et frère de Pagan. Il fut tué dans une forêt près du Danube.